# Алевромантія
Алевромантія (дав.-гр. ἀλευρομαντεία від ἄλευρον — борошно і μαντεία — пророцтво) — ворожіння за допомогою борошна.

## Історія
Алевромантія була відома ще в Стародавній Греції: Аполлон отримав прізвисько Алевромантіс.
Хліб у колосках і борошно відіграють велику роль у міфології, казках та народних поглядах (на щастя, благополуччя, забезпеченість).
У греків ворожіння виражалося в наступній формі: борошно кидали у вогонь, а за явищами горіння пояснювали відповідь богів, зокрема Аполлона.
Згодом форми ворожіння за допомогою борошна або зерен у різних народів надзвичайно урізноманітнились, а також перейшли в символічні обряди, що виконують за різних свят, жнив та збирання хліба.